# Borgofranco sul Po
Borgofranco sul Po é uma comuna italiana da região da Lombardia, província de Mântua, com cerca de 887 habitantes. Estende-se por uma área de 14 km², tendo uma densidade populacional de 63 hab/km². Faz fronteira com Bergantino (RO), Carbonara di Po, Magnacavallo, Melara (RO), Ostiglia, Revere.

## Demografia
| Variação demográfica do município entre 1861 e 2011                               |
|                                                                                   |
| Fonte: Istituto Nazionale di Statistica (ISTAT) - Elaboração gráfica da Wikipedia |